# Сільський краєвид
«Сільський краєвид» (рос. «Сельский вид») — картина російського художника Олексія Саврасова, написана в 1867 році. Експонується в Державній Третьяковській галереї (Зал 18, інв. 30657). Розмір картини — 64 х 100 см.

## Опис
Полотно, виконане з особливою складністю колірної гами та скрупульозною передачею деталей, відзначається емоційністю, багатством просторового й живописного рішення.
На картині автор зобразив побут старого пасічника, який працює на лоні природи. Глядач бачить димляче багаття, старий курінь, високі вулики, квітучі білим ніжним цвітом дерева, річку з чистою блакитною водою, сільські хатки із солом'яними дахами, неосяжні простори.